# Tyskspråkig litteratur
Tyskspråkig litteratur är litteratur med tyska som originalspråk. Den tyska litteraturen kommer framför allt, men inte bara, från tyskspråkiga områden i Tyskland och de stater som föregick Tyskland, samt Schweiz och Österrike.
Översikten här är inte och avser inte heller att vara en komplett förteckning över den tyskspråkiga litteraturen. Stilepokernas indelning, med tillhörande datering, tjänar också som grov orientering och är inte absolut.

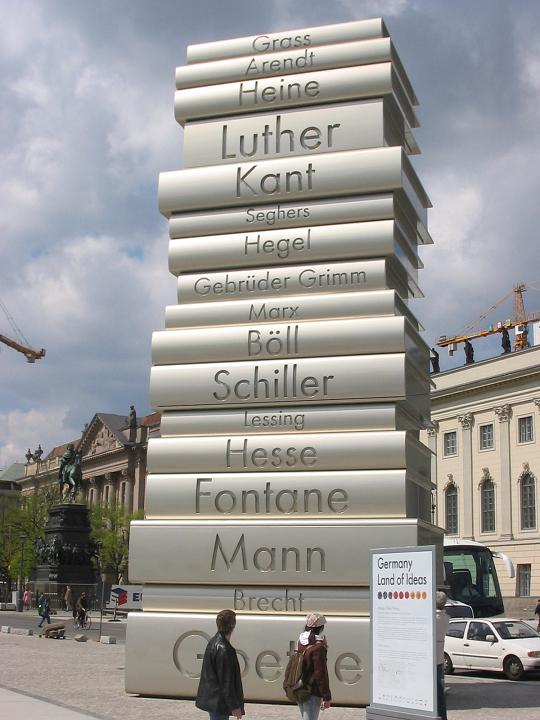

## Medeltiden

### Äldre medeltid (sent 700-tal – 1100)
Under senare delen av 700-talet och kring 800 fick kultur och utbildning ett uppsving i den så kallade karolingiska renässansen.
De äldsta bevarade tyskspråkiga skrifterna är fornhögtysk klosterlitteratur från denna tid. Verk med kristna såväl som germanska förkristna influenser producerades. Exempel är Hildebrandslied och Merseburgbesvärjelserna.
Den äldsta bevarade tyskspråkiga boken är den så kallade Codex Sangallensis 911 från omkring år 790, innehållandes bland annat ett exemplar av den latinsk-fornhögtyska ordboken Abrogans.

### Högmedeltid (ca 1100–1250)

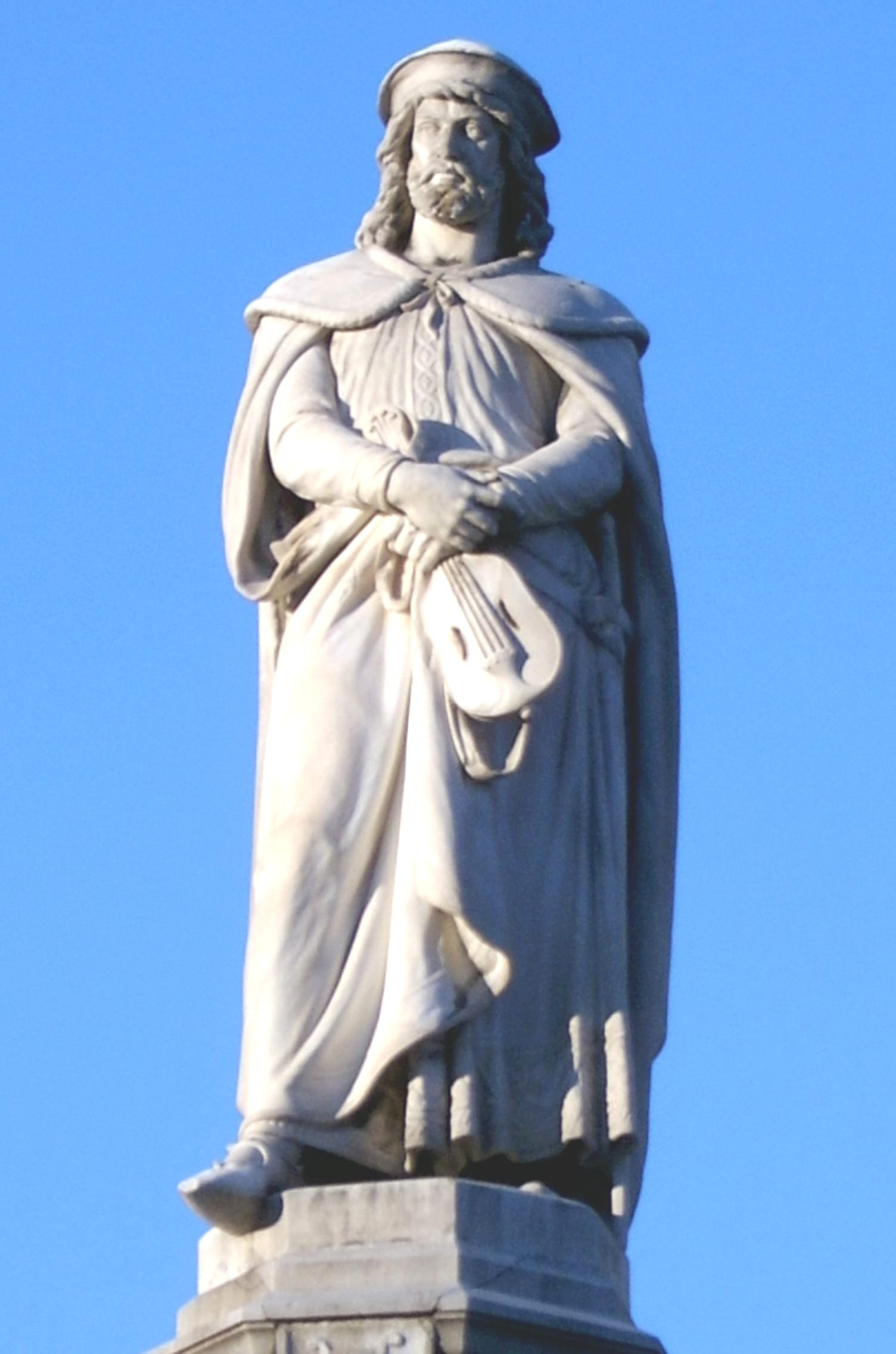
Walther von der Vogelweide, staty i Bolzano

Högmedeltiden betecknar en expansiv period i Europa, både befolkningsmässigt, ekonomiskt och kulturellt. Läskunnigheten hade börjat spridas och litteraturen uppvisade nu en allt större mångfald. Tyskan, vid den här tiden medelhögtyska, användes redan för religiösa texter, men med inspiration från Frankrike började man även skriva riddarlitteratur och episka verk på tyska. Från denna tid härstammar bland annat hjältediktning som Nibelungenlied. Dessförinnan hade  Rolandssången översatts till tyskan, som Rolandslied.
Andra kända verk från denna tid är Tristan och Isolde av Gottfrid från Strassburg och inte minst verk som utspelar sig kring Kung Artur och Riddarna av Runda Bordet, som Parzival av Wolfram von Eschenbach och Hartmann von Aues båda verk Erec och Iwein.
Bland de mest berömda medeltida lyrikerna på tyska var framför allt Walther von der Vogelweide, liksom Heinrich von Morungen och Reinmar der Alte (Reinmar den gamle).

### Senmedeltid (ca 1250–1450)
Under senmedeltiden skedde en viss befolkningsmässig och ekonomisk stagnation. Det var heller ingen expansiv period för litteraturen, men en tid där flera olika influenser och stilar förekom parallellt. Perioden har, kanske orättvist, setts mest som en händelselös övergångstid mellan högmedeltid och renässans. Under denna tid startade den process inom kyrkan där lärornas kärna alltmer började granskas och diskuteras och under 1500-talet utmynnade i reformationen. Under 1300-talet började pappersproduktionen ta fart i Tyskland, vilket gav betydligt billigare skrivmaterial än det annars använda pergamentet, och under 1400-talets första hälft började man trycka böcker med träblock, så kallade blockböcker. Utvecklingen av ytterligare nya tryckmetoder ledde till ett slags medierevolution i övergången till en ny och mer expansiv period.
Två av periodens främsta författare var Johannes von Tepl och Niklas von Wyle. De skulle dock också kunna ses som tidiga renässansförfattare.

## Renässansen (ca 1450–1600)

### Humanismen
Med den tid som kallas renässansen kom ett starkare humanistiskt bildningsideal. I litteraturen lyftes människans individuella värde fram, hennes frihet och utvecklingsmöjligheter kom i fokus, liksom att detta inte fick kränkas. I detta sågs bildning som viktig för människans förädling, och vetenskapen status höjdes. Detta var ofta kombinerat med ett nyuppväckt intresse för antiken, särskilt den romerska, varför många lärda författare valde att återvända till latinet. Därav det under 1800-talet myntade begreppet "renässansen" för denna tid. Samtidigt var det en tid med många nyheter och kan också ses som början på den så kallade tidigmoderna tiden.

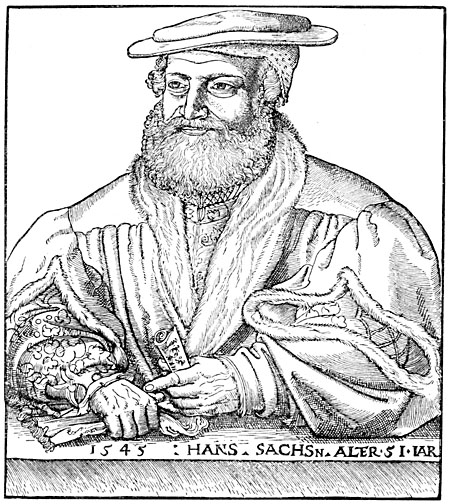
Hans Sachs, 1545

Exempel på författare som både skrev på latin och tyska är Sebastian Brant och senare även Ulrich von Hutten som övergick till tyskan i samband med reformationen.
Bland särskilt populära och mer folkligt tillvända författare på tyska under denna tid kan nämnas Johann Fischart, Jörg Wickram och Hans Sachs.
Periodens början sammanföll i Tyskland med den medierevolution som den nya boktryckarkonsten medförde. Det blev nu mycket enklare och billigare att trycka böcker. Den effektiviseringen brukar tillskrivas framförallt Johannes Gutenberg, även om det fanns fler som vid den här tiden börjat experimentera med liknande tekniker, med rörliga, utbytbara typer.
Med den nya tekniken kom en dramatisk ökning av litteraturens tillgänglighet. Det var stor efterfrågan på folkliga berättelser, som ofta trycktes i böcker utan namngiven författare, som så kallade folkböcker. Så kom 1510–1511 de första tryckta berättelserna om figuren Till Eulenspiegel. En ny och populär mytisk figur under 1500-talet var Faust, vars historia första gången kom i tryck i folkboken Historia von D. Johann Fausten 1587.

### Reformationen
Tidens ifrågasättande inställning, tillsammans med det tryckta ordets ökade tillgänglighet, bidrog till att reformationen nu fick fart. Utgivningen av Martin Luthers tyska översättning av Nya testamentet 1522 och av hela Bibeln, Luther-Bibeln, 1534, fick stor spridning och samtidigt stort inflytande på tyska språket.

## Barocken (ca 1600–1720)
Efter reformationens samhällsomvälvningar och motreformation med stridigheter som under 1600-talet kulminerade i Trettioåriga kriget, samtidigt som ny vetenskap rubbade tidigare grundläggande kunskaper, växte barockens litteratur fram. Nu blev livets förgänglighet ett vanligt tema, förhöjd livskänsla stod bredvid dödsångest, carpe diem bredvid memento mori, antiteser och paradoxer användes flitigt, liksom långsökta metaforer. Språkmedvetenheten var stor och flera sällskap startades för att förädla tyskan och höja dess status till samma nivå som franskans och latinets.
Till barockens viktigaste författare kan räknas Christian Hofmann von Hofmannswaldau och Daniel Caspar von Lohenstein, liksom Hans Jakob Christoffel von Grimmelshausen, författaren till Simplicissimus.
Fabler blev under denna tid mer populära och den utomkyrkliga teatern (inspirerad av kyrkliga skådespel) växte fram som genre.

## Från upplysning till romantik

### Upplysningen (ca 1720–1800)

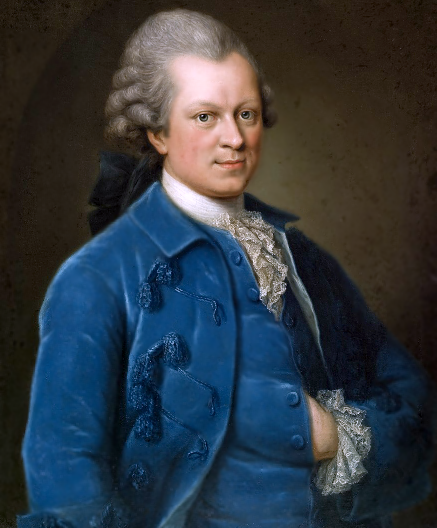
Gotthold Ephraim Lessing, 1767

Upplysningstidens litteratur var mer riktad till borgarskapet, på så vis att furstar och kyrkan inte längre stod lika mycket i centrum eller gavs samma auktoritet som under föregående period. Det handlade nu mycket om bildning och förnuft, litteraturen var gärna uppfostrande och samtidigt manande till självständighet. Medan humanismen under 1400- och 1500-talen intresserat sig huvudsakligen för den romerska antiken, fick nu den grekiska antiken en renässans.
En särskilt populär författare under den tidiga upplysningstiden var Christian Fürchtegott Gellert. Betydande författare var då även Johann Christoph Gottsched och Johann Christian Günther. Under den senare delen av upplysningstiden växte Gotthold Ephraim Lessing fram som den främsta representanten för den tyska upplysningen.
Parallellt med upplysningens mer utpräglade förnuftsideal kom litterära riktningar som på olika vis lade mer betoning på andra aspekter i livet, dock inte nödvändigtvis i motsättning till upplysningen.

#### Empfindsamkeit (ca 1720–1800)
Empfindsamkeit (känslosamhet, sentimentalitet)-stilen hade religiösa rötter och präglades av pietism och därutöver en känslosamhet, ofta med inslag av självförsjunkenhet, vänskap och naturnärhet. Exempel på författare är Sophie von La Roche och Friedrich Gottlieb Klopstock.

#### Rokoko (ca 1730–1770)
Rokoko-stilen kan mer ses som en fortsatt anknytning till senbarocken, med betoning på känslor och smak. Inom rokoko var livsglädje och njutning ideal. Den tyska rokokodiktningen kallas också för anacreontica, eftersom den gick i stil med den grekiska skalden Anakreon (500-talet f.Kr.) och hans efterföljare. Bland representer för rokokolitteratur kan nämnas Friedrich von Hagedorn, Johann Wilhelm Ludwig Gleim, Johann Nikolaus Götz och Christoph Martin Wieland. Stilen banade i sin tur väg för Sturm und Drang-stilen.

### Sturm und Drang (sent 1760-tal – sent 1780-tal)
Sturm und Drang (storm och trängtan)-rörelsen hade sina rötter i rokokon och gjorde så småningom uppror mot upplysningens rationalitetsideal. Nu lades en mer radikal tyngdpunkt på individens känslor. Det växte fram en stark genikult, där hjälten var självförverkligande och satte sina egna regler. Johann Wolfgang von Goethe och Friedrich von Schiller var två viktiga författare vars första betydande verk var i Sturm und Drangs anda. Goethes Den unge Werthers lidanden från 1774 är ett av de mest kända verken från denna period.

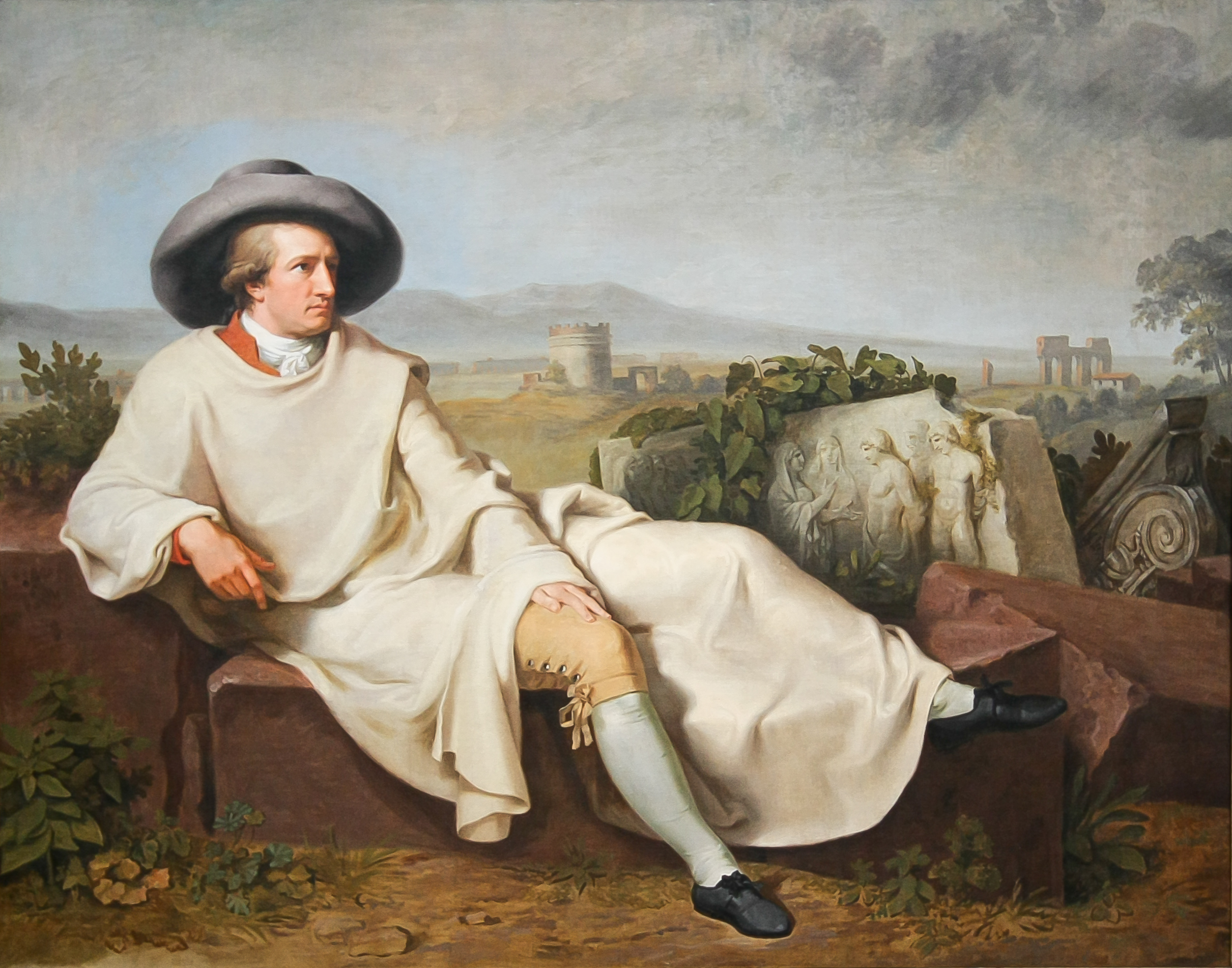
J W von Goethe (1787)
Målad av: J H W Tischbein

### Weimarklassicismen (runt 1790 – 1805)
Efter Sturm und Drang-perioden skedde en omorientering för Goethe och Schiller till vad som brukar kallas Weimarklassicismen. Till denna räknas ibland även Christoph Martin Wieland och Johann Gottfried Herder. Istället för de självupptagna slitningarna mellan förnuft och känsla som de uppfattade att Sturm und Drang snarast bidrog till, sökte de nu istället en harmoni där förnuft och känsla skulle kunna samsas i rätt balans.

### Romantiken (sent 1790-tal – tidigt 1830-tal)
Sturm und Drang och inte minst Goethes verk, även från den Weimarklassicistiska perioden, blev betydande inspirationskälla för den tyska romantiken.
Exempel på författare under den tidiga romantiken är August Wilhelm Schlegel, Friedrich Schlegel, Wilhelm Heinrich Wackenroder, Ludwig Tieck och Novalis, pseudonym för Friedrich von Hardenberg. Under denna period bildade Jena och tidskriften Athenäum centrum för romantiken.
Den något yngre s.k. Heidelbergromantiken, ibland kallad högromantik, från ca 1804, hade företrädare i Achim von Arnim, Clemens Brentano och Bettina von Arnim. Även bröderna Jacob och Wilhelm Grimm kan räknas hit.
Från omkring 1810 hamnade Berlin i senromantikens centrum, med författare som bland andra E. T. A. Hoffmann och Adelbert von Chamisso. Andra namnkunniga författare under senromantiken var Joseph von Eichendorff och Heinrich Heine.

## Åren 1815–1848
Åren efter Napoleonkrigen och Wienkongressen kom fram till revolutionsåret 1848, särskilt efter att romantikens epok ändat i början av 1830-talet, att domineras av två litterära riktningar.

### Biedermeier
Med Biedermeier avses en stil med fokus på småborgerlig idyll, särskilt inom hemmets fyra väggar. Ett visst inslag av romantik märks, men en tillbakadragen sådan. Stilen kan också sägas vara en föregångare till den senare poetiska realismen. Exempel på författare är Nikolaus Lenau, Eduard Mörike, Friedrich Rückert, August von Platen, Annette von Droste-Hülshoff, Adalbert Stifter, Jeremias Gotthelf, Franz Grillparzer, Johann Nepomuk Nestroy och Ferdinand Raimund.

### Vormärz

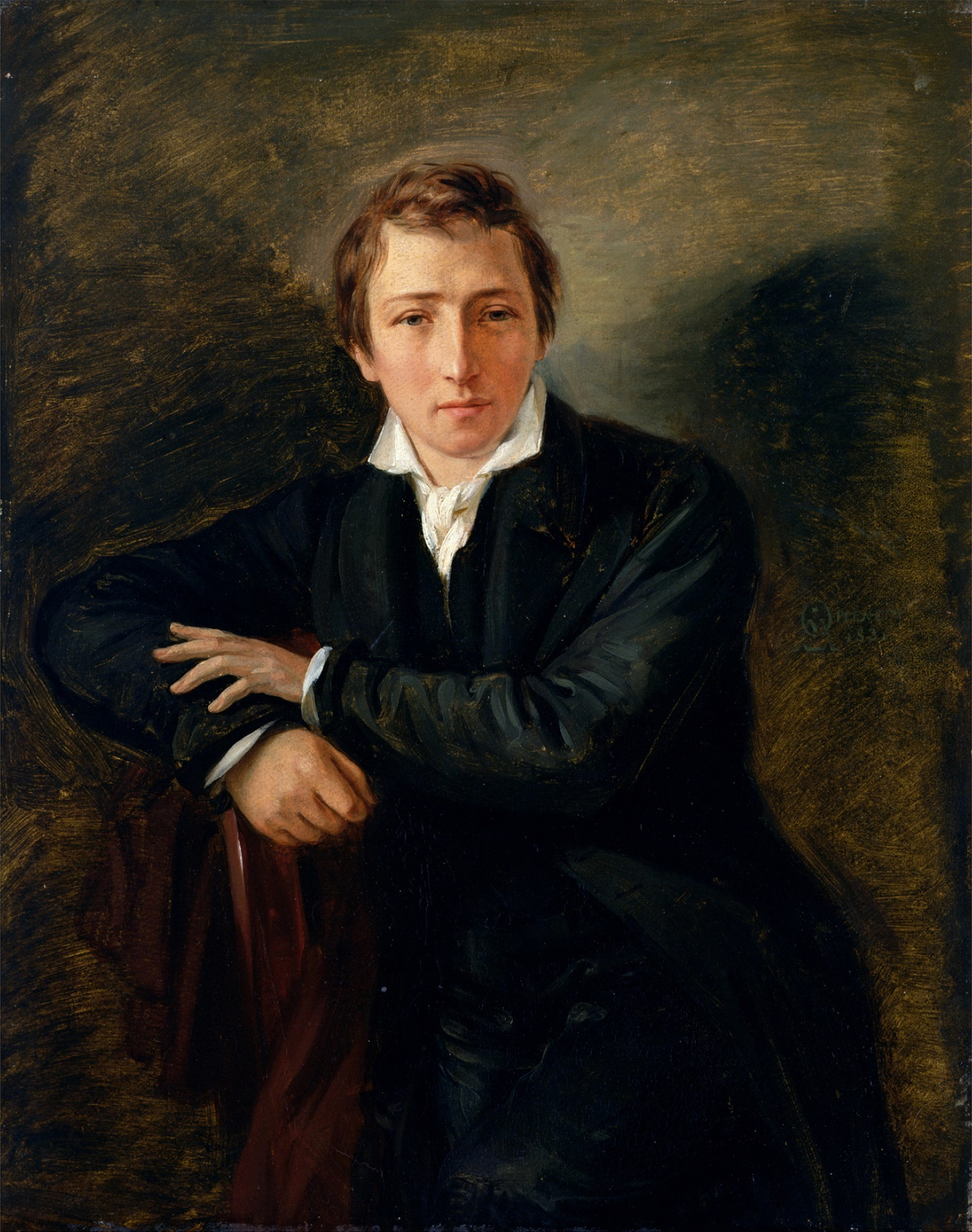
Heinrich Heine, 1831

Vormärz (från tyskans före mars) betecknar i litteraturhistorien den tilltagande politiska, oppositionella diktningen i Tyskland i upptakten till marsrevolutionen, Tyska revolutionen 1848–1849, främst då åren från 1830.
Särskilt förknippad med begreppet Vormärz är en grupp liberalt sinnade författare som kom att kallas Junges Deutschland (Unga Tyskland). Deras diktning efter den franska Julirevolutionen 1830 ledde till att deras verk förbjöds genom ett riksdagsbeslut 1835. Dessa var Heinrich Heine, Karl Gutzkow, Heinrich Laube, Theodor Mundt och Ludolf Wienbarg. Även Ludwig Börne räknades till denna inofficiella gruppering. Också Gustav Kühne stod dem nära.
Georg Büchner räknade sig själv inte till Junges Deutschland, men det fanns vissa anknytningspunkter, varför han ändå ofta nämns tillsammans med dem.
Till Vormärzdiktarna räknas också bland andra Ferdinand Freiligrath och Georg Herwegh.

## Poetisk realism (1848–1890)
Efter revolutionsåren 1848–1849 dominerade ett tag den så kallade poetiska realismen, även kallad borgerlig realism, där man undvek de stora samhällsfrågorna; snarast söktes en distans till dessa. I centrum stod istället individen, den enskilda människan, och man sökte en positiv och vacker framställning. Realismen användes här som form men det handlade inte om någon socialrealism; beteckningen "poetisk" realism speglar att författaren gjorde konstnärliga urval i beskrivningen av tillvaron. Företrädare för den poetiska realismen är Theodor Fontane och Gottfried Keller, även bland andra Conrad Ferdinand Meyer, Theodor Storm, Friedrich Hebbel, Gustav Freytag,  Wilhelm Raabe, Marie von Ebner-Eschenbach, Ludwig Anzengruber och Peter Rosegger.

## Åren 1880–1933
Från slutet av 1800-talet ses ett antal parallella stilriktningar. Alla författare är inte lätta att inordna i en specifik stil och vissa kan återfinnas i mer än en.

### Förmodernism

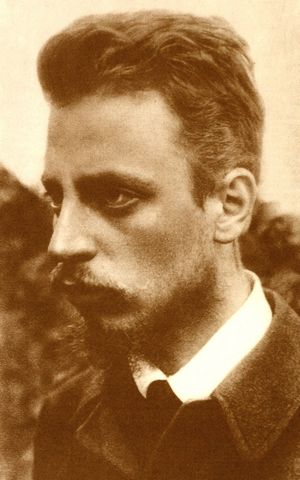
Rainer Maria Rilke, 1900

#### Naturalism (1880–1900)
Naturalismens genombrott kommer under slutet av artonhundratalet. Den företrädde en mer radikal stil än den poetiska realismen, som förebråddes för att vara alltför borgerlig och konservativ. Socialrealismen var ett betydande inslag, allt i samhället skulle granskas, alla skavanker lyftas fram på ett så verklighetstroget vis som möjligt. Med detta bröt man också med vad som traditionellt uppfattats som god smak och traditionell konstuppfattning. Nytt var också direkt återgivet talspråk och dialekt i verken.
Naturalismen växte inte till någon större litterär riktning i Tyskland, men mest betydande blev den inom dramatiken, där särskilt  Gerhart Hauptmann ska nämnas, med verk som Vävarna.

#### Symbolism (ca 1890–1910)
Symbolismen utvecklades under slutet av 1800-talet som en reaktion mot naturalismens realistiska verklighetsskildring. Man sökte här en "renare" konst, som skulle tala direkt till känslan, till skillnad från naturalismens sakliga beskrivningar. Stor vikt lades vid skönhet och form. Symbolismen var influerad av fin de siècle och hade inom bildkonsten beröringspunkter med Jugendstilen, varför den ibland också kallas litterär Jugendstil. Exempel på tyskspråkiga författare här är Stefan George, Hugo von Hofmannsthal och Rainer Maria Rilke.

### Heimatkunst
Heimatkunst (hembygdskonst) var en litterär riktning, med höjdpunkt 1890–1910, inom den mer omfattande så kallade völkische Bewegung (folkliga rörelsen). Den var starkt politisk, med en antimodernistisk, nationalistisk och etnocentrisk hållning. Heimatkunst uppstod som en litterär reaktion på naturalismen och vad man uppfattade som dekadent, intellektualiserande storstadslitteratur och man sökte en litteratur som uppfattades mer folklig och förankrad i hembygd och natur. Den kan ses som en föregångare till Nazitysklands Blut und Boden-litteratur. Två ledargestalter inom Heimatkunst var Adolf Bartels och Friedrich Lienhard.

### Modernism

#### Expressionism (ca 1910–1920)
Expressionismen uppstod kring 1910 som en antiborgerlig, antinationalistisk rörelse och vände sig mot industrialismens avhumanisering.
Exempel på författare med expressionistiska verk är Johannes R. Becher, Gottfried Benn, Alfred Döblin, Albert Ehrenstein, Walter Hasenclever, Georg Heym, Heinrich Eduard Jacob, Else Lasker-Schüler, August Stramm och Georg Trakl. Stilen är inte entydigt definierad och vissa fall räknas en del verk av Heinrich Mann, Franz Kafka eller Arnolt Bronnen till expressionismen.

#### Dadaism (1916 – mitten av 1920-talet)
Dadaismen grundades 1916, mitt under första världskriget, av författare och konstnärer på Cabaret Voltaire i Zürich, i det neutrala Schweiz. I protest mot det samhälle som frambringat det förödande kriget, angrep man den borgerliga kultur som man menade låg bakom förödelsen. Det skedde i dadaisternas fall genom medveten destruktion av konstens ideal, till en antikonst. Bland tyskspråkiga författare som var verksamma inom dadaismen kan bland andra nämnas Hugo Ball, Hans (Jean) Arp, Richard Huelsenbeck och Emmy Hennings.

### Modern epik

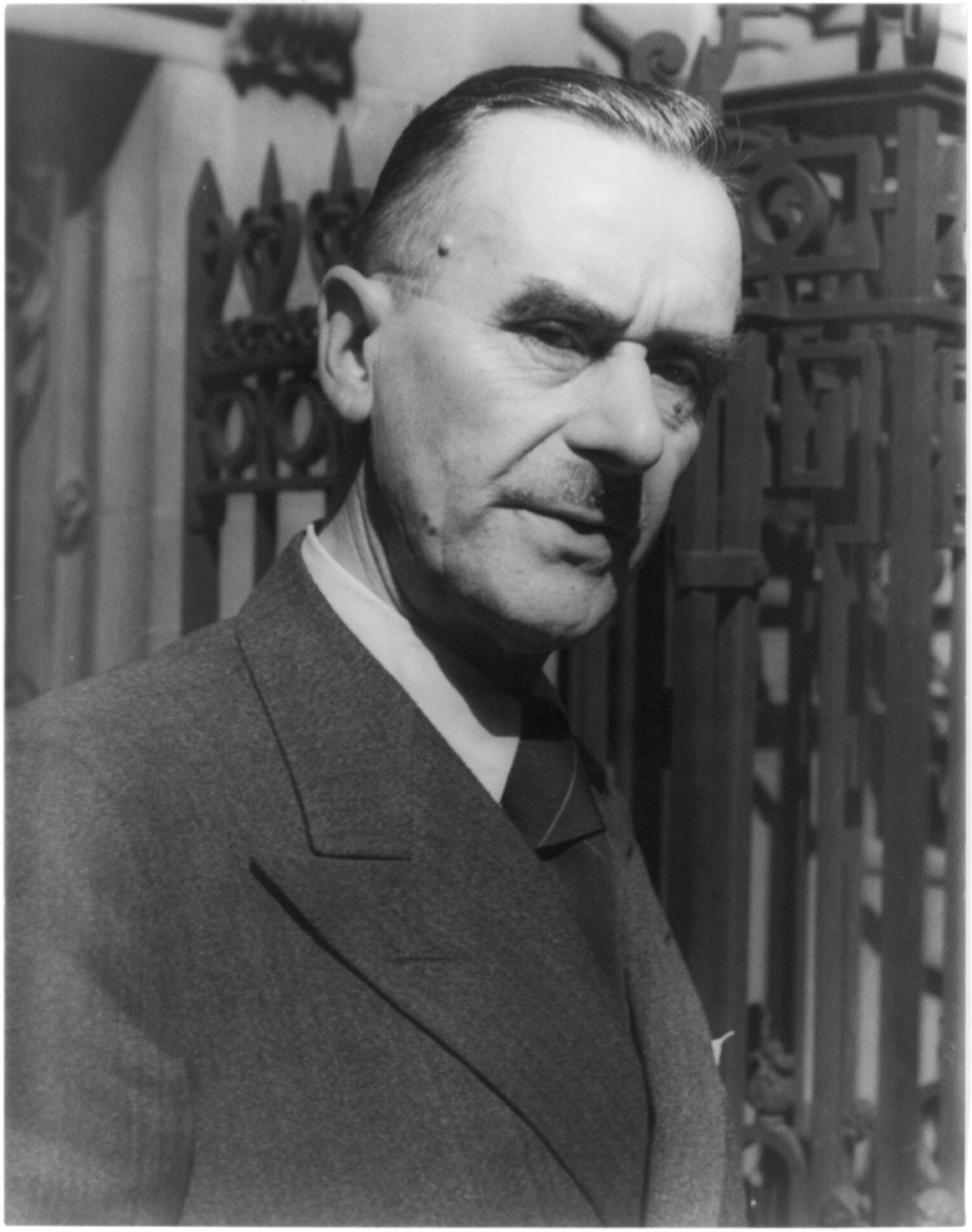
Thomas Mann, 1937
Foto: Carl van Vechten

Parallellt med programmatiskt traditionsbrytande strömningar under förmodernism och modernism, kom också verk som inte var lika experimentella eller renodlade i sin riktning, utan mer var vidareutvecklingar med äldre former som bas. Här kan nämnas författare som Rainer Maria Rilke, Heinrich Mann, Thomas Mann, Hermann Broch, Robert Musil, Franz Kafka och Hermann Hesse.

### Den nya sakligheten (1920- och 1930-talen)
Efter första världskrigets förödelse, och som reaktion mot den tidigare expressionismen, kom en ny riktning, med en strävan efter en nyktrare samhällsskildring, med mer saklighet och illusionslöshet, den så kallade Nya sakligheten (Neue Sachlichkeit).
I På västfronten intet nytt skildrade Erich Maria Remarque illusionslöst första världskrigets vardag. Andra viktiga författare under denna tid var Alfred Döblin, Hans Fallada, Erich Kästner, Bertolt Brecht (bland annat den berömda Tolvskillingsoperan) och Carl Zuckmayer. Thomas Mann tog nu avstånd från sin tidigare nationalism och bekände sig till demokratin i romanen Bergtagen.

## Under nazi-regimens tid (1933–1945)
Åtminstone 1 500 författare tvingades fly från Nazityskland, andra mördades, vissa i koncentrationsläger, och ett antal tog sitt eget liv.
Vissa exilförfattare fortsatte vara produktiva, som bland andra bröderna Thomas och Heinrich Mann, Bertolt Brecht, Anna Seghers, Franz Werfel och Hermann Broch, men det var också många som aldrig lyckades återuppta sitt skrivande.
De författare som stannade kvar men inte sympatiserade med nazi-regimen, tvingades vara tysta; de hamnade i vad som kallas die innere Emigration, i inre exil. Det förekom dock förtäckt regimkritik, som Werner Bergengruens Stortyrannen och rättvisan och Ernst Jüngers På marmorklipporna
Den påbjudna litteraturen under nazisternas styre var Blut und Boden-litteratur, som skönmålade nazisternas politik. I övrigt återstod underhållningslitteratur. Exempel på författare som sympatiserade med nazist-regimen var Hanns Johst och Hans Grimm.

## Åren 1945–1990

Tyskspråkiga Nobelpristagare1902 Theodor Mommsen
1908 Rudolf Eucken
1910 Paul Heyse
1912 Gerhart Hauptmann
1919 Carl Spitteler
1929 Thomas Mann
1946 Hermann Hesse
1966 Nelly Sachs
1972 Heinrich Böll
1981 Elias Canetti
1999 Günter Grass
2004 Elfriede Jelinek
2009 Herta Müller
2019 Peter Handke

Hans Fallada, pseudonym för Rudolf Ditzen, skrev 1946 Ensam i Berlin (Jeder stirbt für sich allein). Det var den först utgivna boken om motstånd mot den nazistiska regimen, som skrivits av en författare som själv levt i Tyskland under andra världskriget.

### Trümmerliteratur (1945–1950)
Den första tiden efter krigets slut präglades av så kallad Trümmerliteratur (Trümmer betyder spillror eller ruiner). I centrum stod ofta återvändande från krig eller fångläger, vars världsbild och tillvaro slagits i spillror, där rena överlevnaden samsas med frågor kring kollektiv skuld.
Dessutom upplevde man att nazi-tidens intensiva propaganda och utbredda språkbruk lämnat själva tyska språket i spillror. Flera verk kom därmed också att präglas av ett undvikande av ideologi och känslouttryck, av en sorts realism som trots sin saklighet ändå kunde tillåtas antyda en irrationell dimension av tillvaron. Denna litteratur definieras ibland som Kahlschlagliteratur (kalhyggelitteratur), som distinktion gentemot annan Trümmerliteratur.
Några av de främsta företrädarna för denna tidiga efterkrigslitteratur var Heinrich Böll, Wolfgang Borchert, Hermann Kasack, Erich Kästner, Günter Eich och Wolfdietrich Schnurre.

#### Förbundsrepubliken Tyskland (Västtyskland)

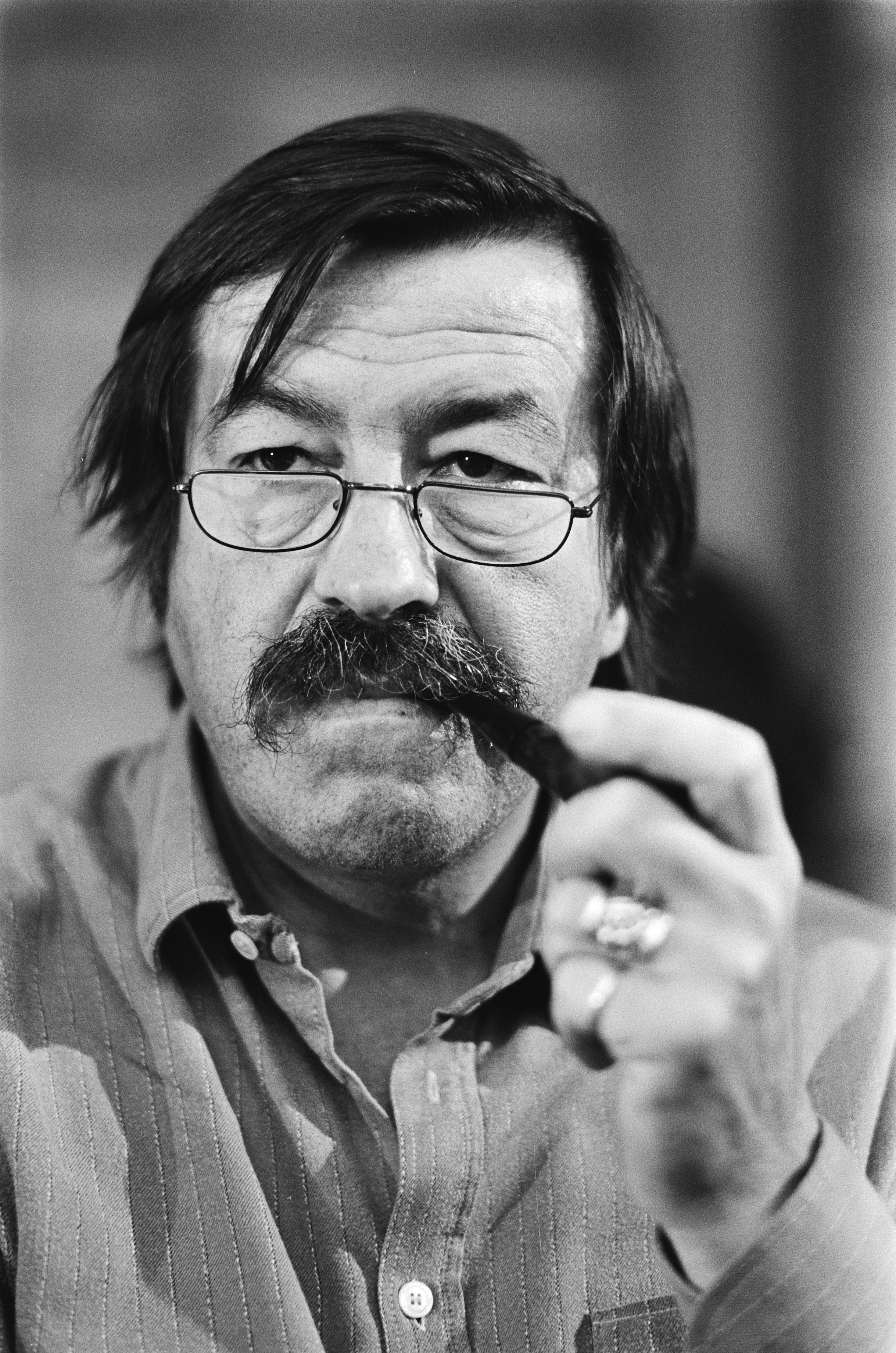
Günter Grass, 1982

#### Österrike

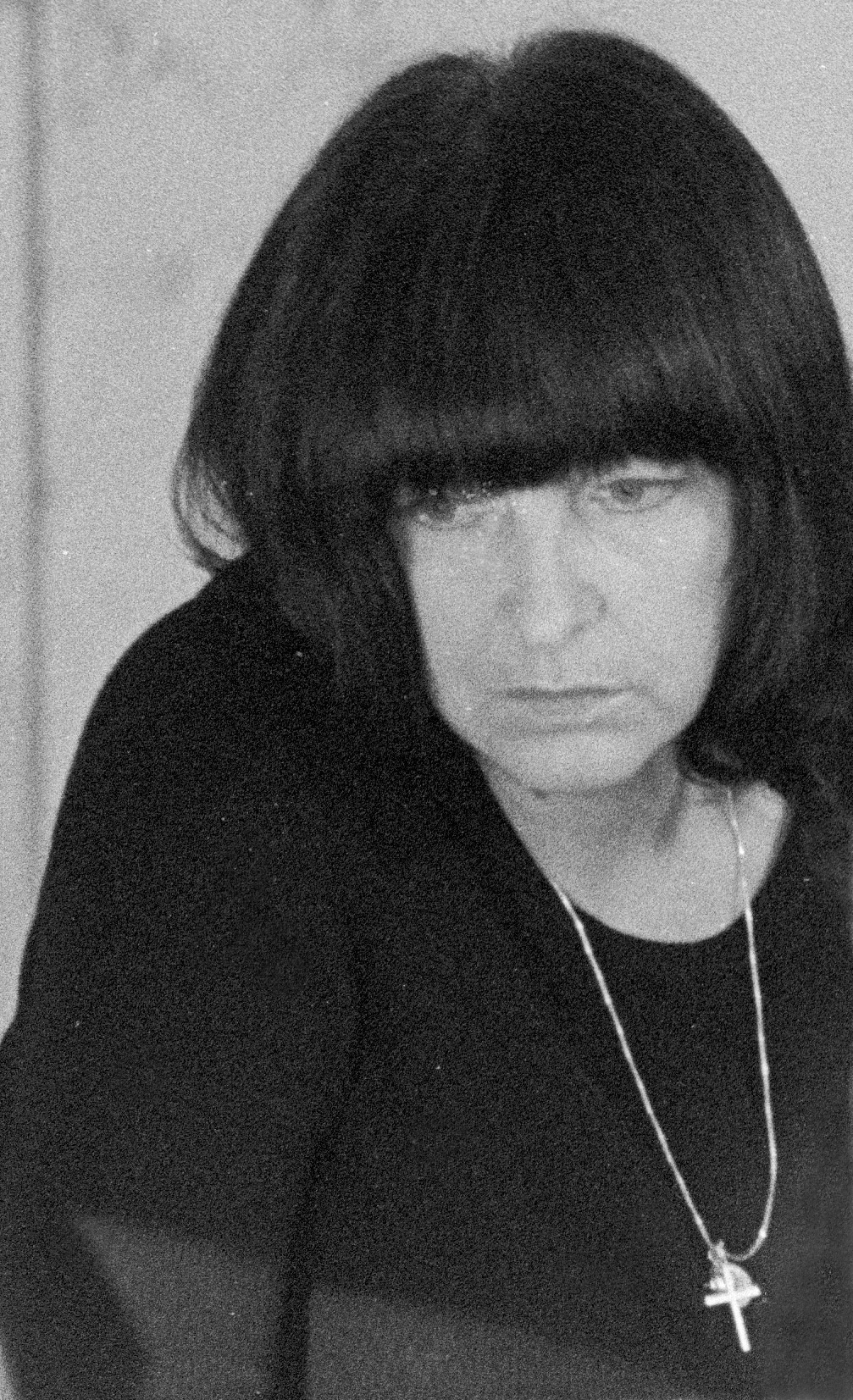
Friederike Mayröcker, 1974